# Cimetière nouveau de Noisy-le-Sec
Le cimetière nouveau de Noisy-le-Sec, situé rue de la Fontaine, est un des deux lieux de sépultures de la ville de Noisy-le-Sec en Seine-Saint-Denis, avec le cimetière ancien.

## Historique
Ce cimetière est mis en service en 1933.

## Description
Le cimetière accueille un espace destiné aux urnes cinéraires.

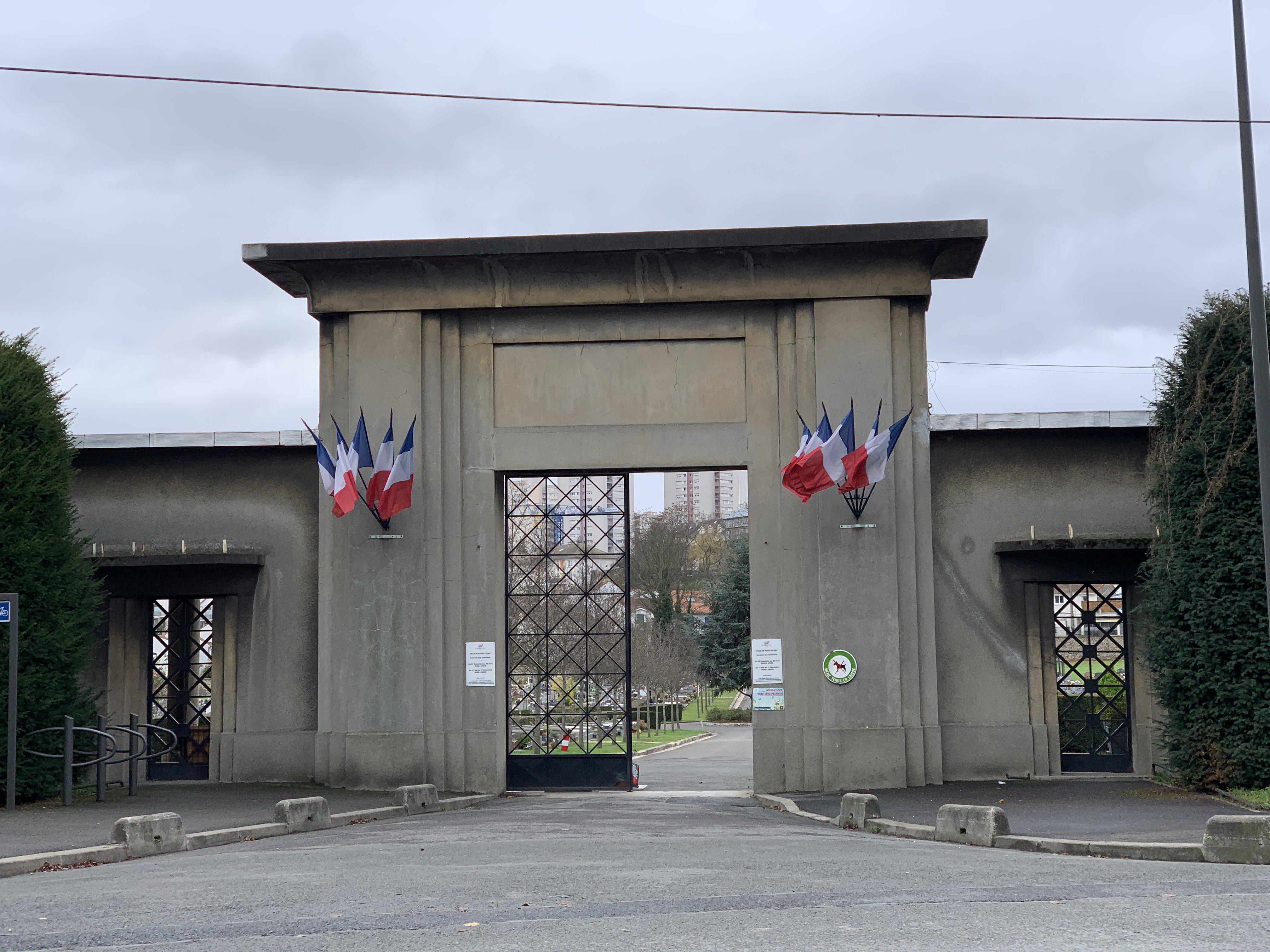
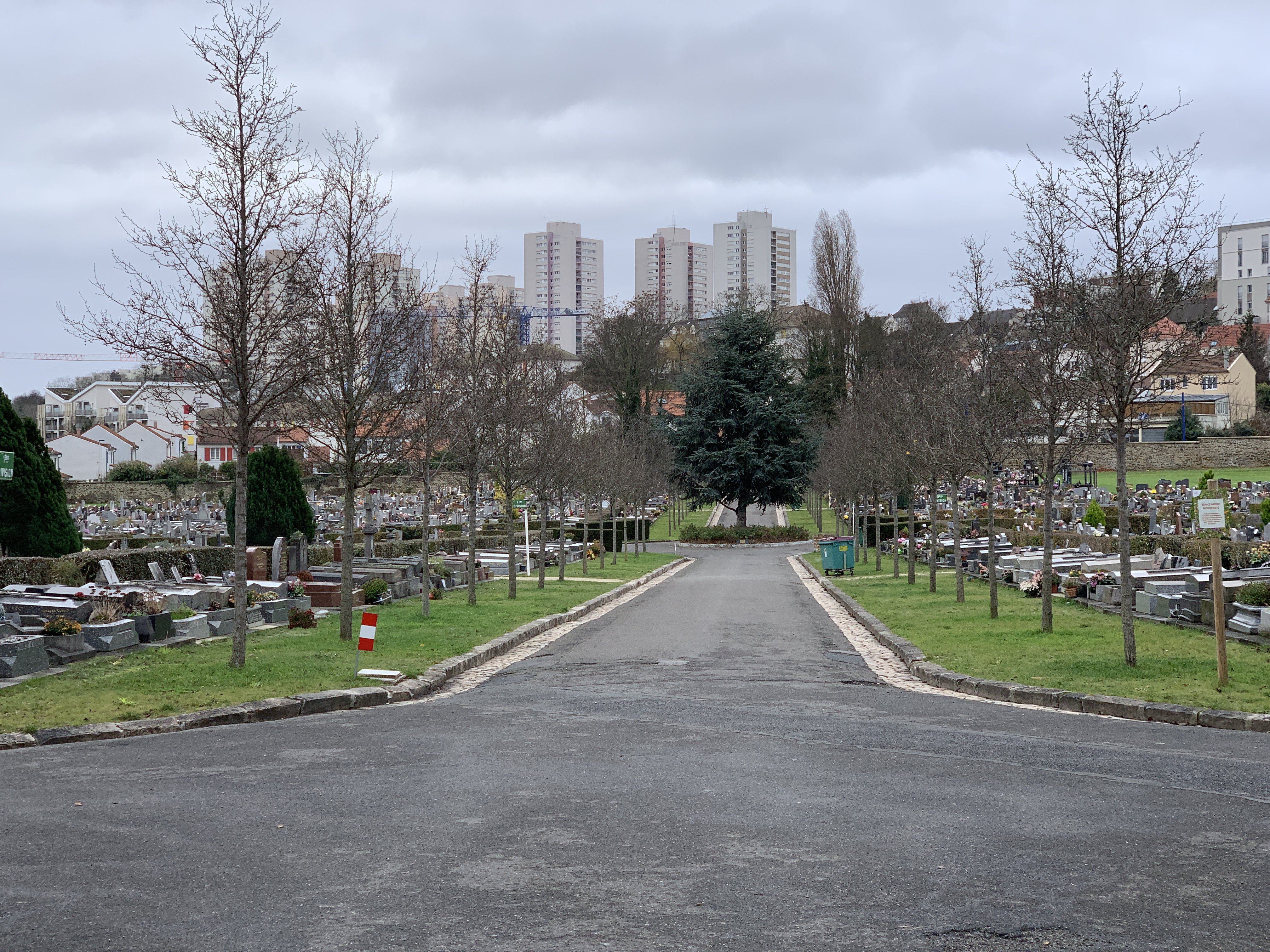
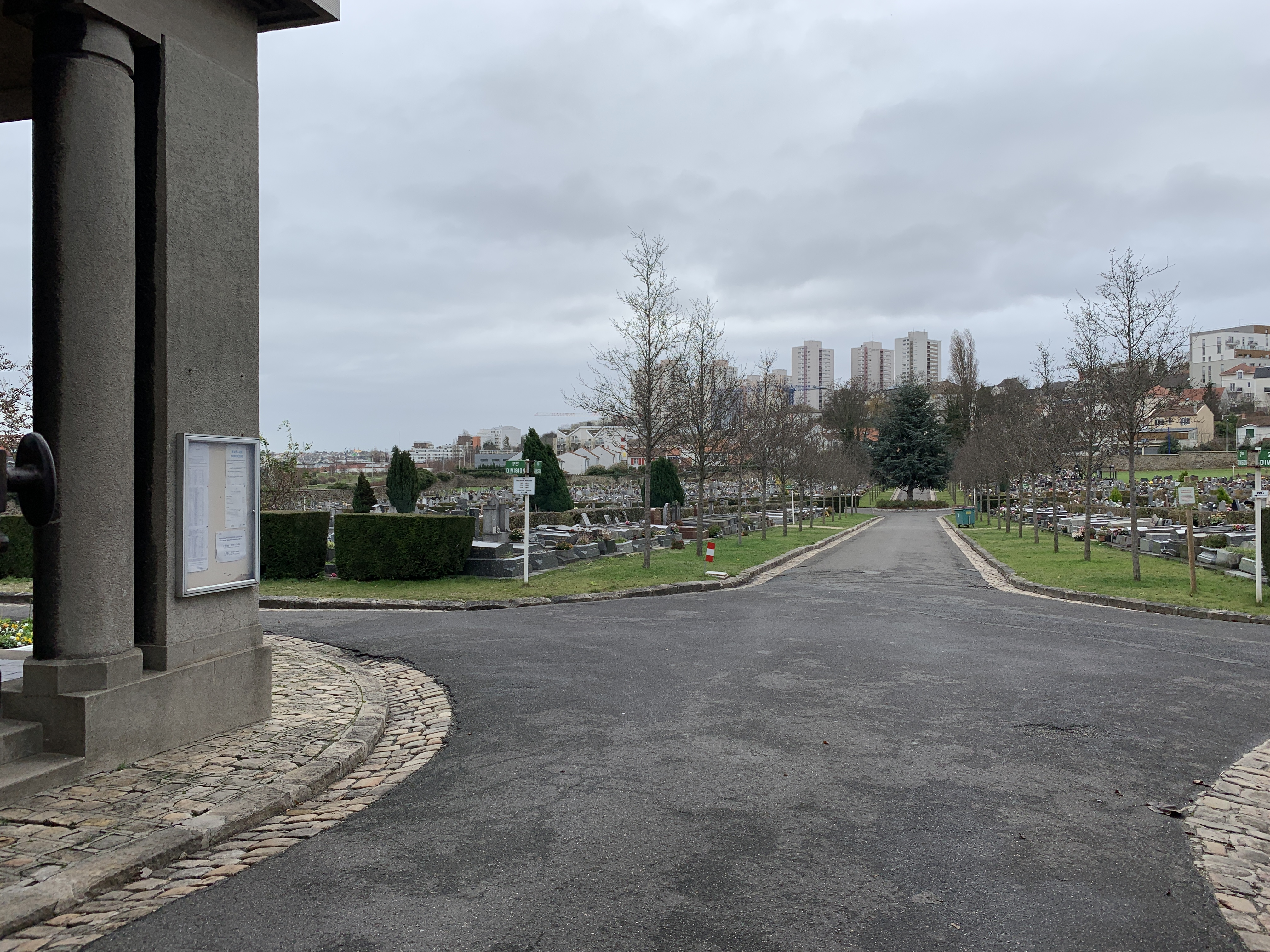

## Personnalités
Parmi les victimes civiles du bombardement du 18 avril 1944, 264 sont enterrées ici.